# Alois Martan
Alois Martan (15. září 1926, Drážov – 26. prosince 2019, Praha) byl český malíř a restaurátor.

## Život
Vystudoval SUPŠ v Jablonci nad Nisou, školu bytového průmyslu v Praze a malířství u prof. Josefa Nováka na VŠUP v Praze, kde absolvoval v roce 1954. Jako diplomovou práci vymaloval presbytář ve farním kostele sv. Mikuláše ve Vacově. Původně chtěl vymalovat i loď kostela, k tomu ale kvůli nástupu komunismu nedošlo. Později po sametové revoluci okrášlil kostel mozaikou Krista Pantokratora.
Alois Martan restauroval závěsné obrazy, nástěnné malby, sgrafita či mozaiky. Podílel se na různých restaurátorských pracích, např. na chrámu sv. Víta, strakonickém hradě, znojemské rotundě, kostele svatého Mikuláše v Ševětíně. Mnohá léta Martan vystavoval o prázdninách ve Strakonicích svá umělecká díla, jejichž častým námětem bylo malířovo oblíbené Řecko.
Byl členem různých památkových komisí v Praze či ve Strakonicích.
Měl dva syny, starší Alois (* 1952) je primářem a gynekologem.